# Solella de la Closella

La Solella de la Closella respecte del terme de Castellcir

La Solella de la Closella és una solana del terme municipal de Castellcir, a la comarca del Moianès. Pertany a l'enclavament de la Vall de Marfà.
Està situada a l'extrem sud-occidental de la Vall de Marfà, al nord de la masia de la Closella. És en el vessant de migdia de l'extrem occidental del Serrat dels Llamps, a ponent del Restoble de la Closella.
Pel seu extrem meridional discorre el Camí de la Closella.

## Etimologia
Molts dels topònims catalans són moderns i de caràcter clarament descriptiu; en aquest cas, es tracta de la solana situada al nord-est, i en terres seves, de la masia de  la Closella.